# 홍성연 (중추원)
홍성연(洪聖淵, 1881년 1월 15일 ~ 1933년 12월 22일)은 대한제국과 일제강점기의 관료 겸 법조인으로, 본적은 함경남도 함흥군 천서면이다.

## 생애
1904년 7월 일본 교토 부립 제2중학교를 졸업했으며 1907년 4월 태극학회 회원으로 선임되었다. 1908년 2월 대한학회 교육부를 역임했고 같은 해 7월 명치법률학교를 졸업했다. 1908년 12월 21일 대심원 서기로 임명되었으며 1909년 2월 18일 경성지방재판소 서기를 겸임했다.
대심원 서기 재직 시절 의병 관련 재판에 2차례 참여했고 함흥지방재판소 검사(1909년 3월), 울산구재판소 판사(1909년 11월 ~ 1910년 3월)를 역임했다. 1910년 5월 12일 함흥지방재판소 검사국에 변호사로 등록했으며 1912년 7월 19일 함흥지방변호사회 회원으로 위촉되었다. 1920년 7월에 열린 3·1 운동 관련 재판, 1926년 6월에 열린 자각단 사건 관련 재판에서 변호사로 출정한 경력이 있다.
1920년 12월 20일과 1930년 4월 1일 함경남도 관선 도평의회원으로 선출되었으며 북선상업은행 이사(1921년 ~ 1933년), 함흥수리조합장(1928년 4월), 함흥제탄주식회사 사장(1931년)을 역임했다. 1927년 6월 3일부터 1930년 6월 2일까지 조선총독부 중추원 참의를 역임했고 1928년 11월 16일 일본 정부로부터 쇼와대례기념장을 받았다. 1929년 5월 1일 조선박람회 평의원으로 위촉되었으며 같은 해 6월 15일 정7위에 서위되었다.
친일파 708인 명단의 중추원 부문, 민족문제연구소의 친일인명사전 수록자 명단의 중추원 부문, 친일반민족행위진상규명위원회가 발표한 친일반민족행위 705인 명단에 포함되었다.

## 참고자료
- 친일반민족행위진상규명위원회 (2009). 〈홍성연〉. 《친일반민족행위진상규명 보고서 Ⅳ-19》. 서울. 484~490쪽.